# Cerion nanus
Cerion nanus е вид коремоного от семейство Cerionidae. Видът е критично застрашен от изчезване.

## Разпространение
Разпространен е в Кайманови острови.